# Алекс Родріго Діас да Коста
Алекс Родріго Діас да Коста (порт. Alex Rodrigo Dias da Costa, нар. 17 червня 1982, Нітерой) — бразильський футболіст, захисник.

## Клубна кар'єра
У дорослому футболі дебютував 2002 року виступами за команду клубу «Сантус», в якій провів два сезони, взявши участь у 62 матчах чемпіонату. Більшість часу, проведеного у складі «Сантуса», був основним гравцем захисту команди.
Своєю грою за бразильську команду привернув увагу представників тренерського штабу «Челсі», до складу якого приєднався 2004 року, але відразу був відданий в оренду до ПСВ. Відіграв за команду з Ейндговена наступні три сезони своєї ігрової кар'єри, в кожному з яких ставав чемпіоном Нідерландів. Граючи у складі ПСВ здебільшого виходив на поле в основному складі команди.
Влітку 2007 року повернувся до «Челсі», в якому провів п'ять сезонів. За цей час двічі виборював титул володаря Кубка Англії, ставав володарем Суперкубка Англії з футболу та чемпіоном Англії.
До складу клубу «Парі Сен-Жермен» приєднався 27 січня 2012 року за 6 млн євро, підписавши контракт на 3,5 роки. Наразі встиг відіграти за паризьку команду 13 матчів в національному чемпіонаті.
5 червня 2014 став гравцем футбольного клубу «Мілан», перейшовши в статусі вільного агента.

## Виступи за збірну
17 липня 2003 року дебютував в офіційних матчах у складі національної збірної Бразилії в грі проти збірної Мексики.
У складі збірної був учасником розіграшу Золотого кубка КОНКАКАФ 2003 року у США та Мексиці, де разом з командою здобув «срібло», розіграшу Кубка Америки 2007 року у Венесуелі, здобувши того року титул континентального чемпіона.
Всього за шість років провів у формі головної команди країни 17 матчів.

## Статистика виступів

### Статистика клубних виступів
Станом на 13 березня 2016
| Сезон              | Команда            | Чемпіонат          | Чемпіонат | Чемпіонат | Національний кубок | Національний кубок | Національний кубок | Континентальні кубки | Континентальні кубки | Континентальні кубки | Інші змагання | Інші змагання | Інші змагання | Усього | Усього |
| Сезон              | Команда            | Ліга               | Ігор      | Голів     | Ліга               | Ігор               | Голів              | Ліга                 | Ігор                 | Голів                | Ліга          | Ігор          | Голів         | Ігор   | Голів  |
| ------------------ | ------------------ | ------------------ | --------- | --------- | ------------------ | ------------------ | ------------------ | -------------------- | -------------------- | -------------------- | ------------- | ------------- | ------------- | ------ | ------ |
| 2002               | «Сантус»           | A                  | 24        | 3         | —                  | —                  | —                  | —                    | —                    | —                    | —             | —             | —             | 24     | 3      |
| 2003               | «Сантус»           | A                  | 34        | 9         | —                  | —                  | —                  | КЛ                   | 5+                   | 1+                   | —             | —             | —             | 39+    | 10+    |
| 2004               | «Сантус»           | A                  | 4         | 0         | —                  | —                  | —                  | КЛ                   | 2+                   | 2+                   | —             | —             | —             | 6+     | 0+     |
| Усього за «Сантус» | Усього за «Сантус» | Усього за «Сантус» | 62        | 12        |                    | —                  | —                  |                      | 7+                   | 3+                   |               | —             | —             | 69+    | 15+    |
| 2004-05            | ПСВ                | E                  | 27        | 3         | КН                 | 3                  | 0                  | ЛЧ                   | 13                   | 2                    | СН            | 1             | 0             | 44     | 5      |
| 2005-06            | ПСВ                | E                  | 28        | 2         | КН                 | 2                  | 0                  | ЛЧ                   | 7                    | 0                    | СН            | 1             | 0             | 38     | 2      |
| 2006-07            | ПСВ                | E                  | 29        | 6         | КН                 | 4                  | 0                  | ЛЧ                   | 8                    | 2                    | —             | —             | —             | 41     | 8      |
| Усього за ПСВ      | Усього за ПСВ      | Усього за ПСВ      | 84        | 11        |                    | 9                  | 0                  |                      | 28                   | 4                    |               | 2             | 0             | 123    | 15     |
| 2007-08            | «Челсі»            | ПЛ                 | 28        | 2         | КА+КЛ              | 2+3                | 0                  | ЛЧ                   | 6                    | 1                    | СА            | 0             | 0             | 39     | 3      |
| 2008-09            | «Челсі»            | ПЛ                 | 24        | 2         | КА+КЛ              | 6+2                | 1+0                | ЛЧ                   | 9                    | 1                    | —             | —             | —             | 41     | 4      |
| 2009-10            | «Челсі»            | ПЛ                 | 15        | 1         | КА+КЛ              | 6+1                | 0                  | ЛЧ                   | 2                    | 0                    | СА            | 0             | 0             | 24     | 1      |
| 2010-11            | «Челсі»            | ПЛ                 | 15        | 2         | КА+КЛ              | 0+1                | 0                  | ЛЧ                   | 4                    | 0                    | СА            | 0             | 0             | 20     | 2      |
| 2011-12            | «Челсі»            | ПЛ                 | 3         | 0         | КА+КЛ              | 0+1                | 0                  | ЛЧ                   | 1                    | 0                    | —             | —             | —             | 5      | 0      |
| Усього за «Челсі»  | Усього за «Челсі»  | Усього за «Челсі»  | 85        | 7         |                    | 22                 | 1                  |                      | 22                   | 2                    |               | 0             | 0             | 129    | 10     |
| січ.-лип. 2012     | «Парі Сен-Жермен»  | Л1                 | 15        | 2         | КФ+КФЛ             | 1+0                | 0                  | ЛЄ                   | -                    | -                    |               | -             | -             | 16     | 2      |
| 2012–13            | «Парі Сен-Жермен»  | Л1                 | 24        | 2         | КФ+КФЛ             | 1+0                | 0                  | ЛЧ                   | 9                    | 2                    |               | -             | -             | 34     | 4      |
| 2013–14            | «Парі Сен-Жермен»  | Л1                 | 31        | 2         | КФ+КФЛ             | 1+2                | 0                  | ЛЧ                   | 7                    | 0                    | SF            | 1             | 1             | 42     | 3      |
| Усього за ПСЖ      | Усього за ПСЖ      | Усього за ПСЖ      | 70        | 6         |                    | 5                  | 0                  |                      | 16                   | 2                    |               | 1             | 1             | 92     | 9      |
| 2014–15            | «Мілан»            | A                  | 21        | 1         | КІ                 | 2                  | 0                  |                      | -                    | -                    |               | -             | -             | 23     | 1      |
| 2015–16            | «Мілан»            | A                  | 20        | 2         | КІ                 | 0                  | 0                  |                      | -                    | -                    |               | -             | -             | 20     | 2      |
| Усього за «Мілан»  | Усього за «Мілан»  | Усього за «Мілан»  | 41        | 3         |                    | 2                  | 0                  |                      | -                    | -                    |               | -             | -             | 43     | 3      |
| Усього за кар'єру  | Усього за кар'єру  | Усього за кар'єру  | 359       | 41        |                    | 40                 | 1                  |                      | 92                   | 14                   |               | 3             | 1             | 494    | 57     |

### Статистика виступів за збірну
| Дата       | Місто          | Господарі | Результат        | Гості     | Турнір                          | Голи | Примітки  |
| ---------- | -------------- | --------- | ---------------- | --------- | ------------------------------- | ---- | --------- |
| 13-7-2003  | Мехіко         | Мексика   | 1 – 0            | Бразилія  | Кубок КОНКАКАФ 2003 - 1-й етап  | -    |           |
| 15-7-2003  | Мехіко         | Гондурас  | 1 – 2            | Бразилія  | Кубок КОНКАКАФ 2003 - 1-й етап  | -    |           |
| 19-7-2003  | Маямі          | Колумбія  | 0 – 2            | Бразилія  | Кубок КОНКАКАФ 2003 - 1-й етап  | -    |           |
| 23-7-2003  | Маямі          | США       | 1 – 2            | Бразилія  | Кубок КОНКАКАФ 2003 - півфінал  | -    |           |
| 27-7-2003  | Мехіко         | Бразилія  | 0 – 1            | Мексика   | Кубок КОНКАКАФ 2003 - Фінал     | -    | 2-е місце |
| 16-8-2006  | Осло           | Норвегія  | 1 – 1            | Бразилія  | товариський матч                | -    |           |
| 5-9-2006   | Лондон         | Уельс     | 0 – 2            | Бразилія  | товариський матч                | -    |           |
| 5-6-2007   | Дортмунд       | Туреччина | 0 – 0            | Бразилія  | товариський матч                | -    |           |
| 27-6-2007  | Руерто-Ордас   | Мексика   | 2 – 0            | Бразилія  | Копа Америка 2007 - 1-й етап    | -    |           |
| 1-7-2007   | Матурін        | Бразилія  | 3 – 0            | Чилі      | Копа Америка 2007 - 1-й етап    | -    |           |
| 4-7-2007   | Пуерто-ла-Крус | Бразилія  | 1 – 0            | Еквадор   | Копа Америка 2007 - 1-й етап    | -    |           |
| 7-7-2007   | Пуерто-ла-Крус | Бразилія  | 6 – 1            | Чилі      | Копа Америка 2007 - чвертьфінал | -    |           |
| 10-7-2007  | Маракайбо      | Бразилія  | 2 – 2 (5-4 п.п.) | Уругвай   | Копа Америка 2007 - півфінал    | -    |           |
| 15-7-2007  | Маракайбо      | Бразилія  | 3 – 0            | Аргентина | Копа Америка 2007 - Фінал       | -    |           |
| 21-11-2007 | Сан-Паулу      | Бразилія  | 2 – 1            | Уругвай   | Відбір до ЧС 2010               | -    |           |
| 6-2-2008   | Дублін         | Ірландія  | 0 – 1            | Бразилія  | товариський матч                | -    |           |
| 26-3-2008  | Лондон         | Швеція    | 0 – 1            | Бразилія  | товариський матч                | -    |           |
| Усього     |                | Матчів    | 17               |           | Голів                           | 0    |           |

## Титули і досягнення

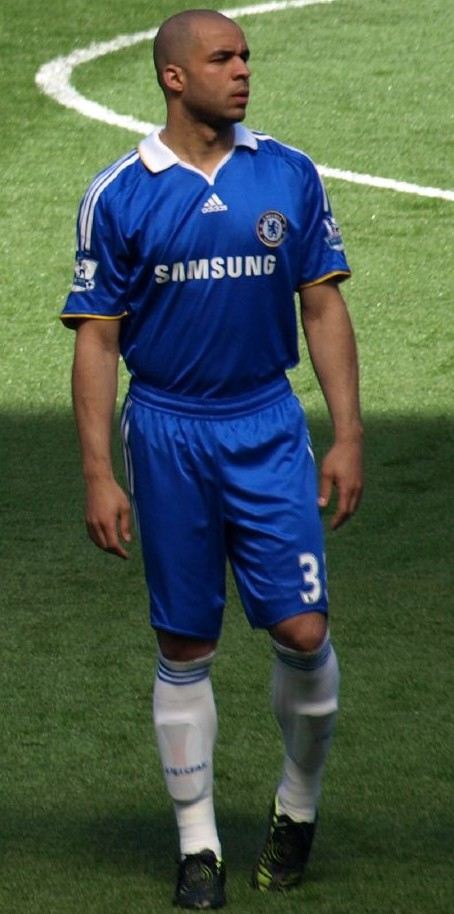
Алекс у складі «Челсі». 11 травня 2008 року

- Чемпіон Нідерландів (3):

ПСВ: 2004-05, 2005-06, 2006-07
- Володар Кубка Нідерландів (1):

ПСВ: 2004-05
- Володар Кубка Англії (2):

«Челсі»: 2008-09, 2009-10
- Володар Суперкубка Англії з футболу (1):

«Челсі»: 2009
- Чемпіон Англії (1):

«Челсі»: 2009-10
- Чемпіон Франції (2):

«Парі Сен-Жермен»:  2012-13, 2013-14
- Володар Суперкубка Франції (1):

«Парі Сен-Жермен»:  2013
- Володар Кубка французької ліги (1):

«Парі Сен-Жермен»:  2013-14
- Срібний призер Золотого кубка КОНКАКАФ (1): 2003
- Володар Кубка Америки (1): 2007